# Supercoppa italiana 2008 (pallamano maschile)
La Supercoppa italiana 2008 è stata la 4ª edizione del torneo di pallamano riservato alle squadre vincitrici, l'anno precedente, la Serie A Élite e la Coppa Italia.
Esso è stato organizzato dalla FIGH, la federazione italiana di pallamano.
Il torneo è stato vinto dal Casarano per la 2ª volta nella sua storia.

## Squadre qualificate
- Campione d'Italia in carica:  Conversano
- Detentore della Coppa Italia:  Junior Fasano[1]

## Finale
| Campione d'Italia | Detentore Coppa Italia | Risultato                   |
| ----------------- | ---------------------- | --------------------------- |
| Casarano          | Junior Fasano          | Altamura, 24 settembre 2008 |
| Casarano          | Junior Fasano          | 25 - 23                     |

## Campioni
| Vincitore della Supercoppa italiana 2008-2009 |
| --------------------------------------------- |
| Handball Casarano 2º titolo                   |